# 1390-е годы
1390-е (ты́сяча три́ста девяно́стые) го́ды по юлианскому календарю — промежуток времени с 1 января 1390 года по 31 декабря 1399 года, включающий 1390 год 9-го десятилетия   и с 1391 по 1399 годы    10-го десятилетия XIV века 2-го тысячелетия.  Они закончились 626 лет назад.

## Важнейшие события
- Война за галицко-волынское наследство (1340—1392).
- Война Тимура с Тохтамышем (конец 1380-х — начало 1390-х; Битва на реке Кондурче; Битва на Тереке). Ойратское ханство (1399—1635). Поход на Индию.
- Начало правления династии Чосон в Корее (1392—1897).

## Правители
- 1390—1406 — Король Шотландии Роберт III.
- 1390—1406 — Король Кастилии и Леона Генрих III.
- 1390 — Император Византии Иоанн VII (ок. 1370—1408). Сын Андроника IV.
- 1390—1391 — Император Византии Иоанн V (в третий раз).
- 1390—1400 — Правитель Кара-Коюнлу Кара Юсуф.
- 1390—ок. 1400 — Царь Мали Махмуд.